# Battaglia di Ballon
La Battaglia di Ballon si svolse nell'845 tra le truppe bretoni del sovrano del regno dei Franchi Occidentali Carlo il Calvo e quelle di Nominoë duca di Bretagna. La vittoria di Nominoë su Carlo il Calvo e al suo tentativo di imporre l'autorità franca sul suo territorio ebbe come conseguenza un periodo di espansione e di consolidamento territoriale dei Bretoni.

## Antefatto
A seguito della morte di Ludovico il Pio nell'840, all'elezione del nuovo sovrano il duca Nominoë appoggiò inizialmente Carlo il Calvo nella disputa tra lui ed i suoi fratelli sul controllo del territorio dei Franchi. Quando tuttavia il conte Ricwin di Nantes venne ucciso nella battaglia di Fontenoy nell'841, Carlo il Calvo si rifiutò di concedere la sua successione a Lamberto II di Nantes conte di Nantes e prefetto (o margravio) della marca Bretone, dal momento che il padre di Lamberto, Lamberto I, si era schierato contro di lui. Carlo il Calvo esautorò Lamberto II e lo sostituì con il suo alleato Renaud di Herbauges.

Approfittando della malattia di Nominoë, Renaud attaccò il territorio bretone, ma venne ucciso in battaglia dai Bretoni comandati dal figlio di Nominoë, Erispoë, alleatosi per l'occasione con il Conte Lamberto. La vittoria consentì a quest'ultimo di occupare la città di Nantes con l'appoggio di Nominoë. Ripresosi dalla malattia, Nominoë cercò di trarre vantaggio dalla confusione creata in territorio franco per potervisi espandere. Impegnato in una campagna militare in Aquitania, Carlo il Calvo fu inizialmente impossibilitato a reagire alle incursioni di Nominoë il quale, venendo a conoscenza delle difficoltà militari di Carlo il Calvo, invase anche la provincia del Maine.

Dopo aver concluso un trattato di pace con Pipino II di Aquitania, Carlo il Calvo si riconciliò con Lamberto II di Nantes, dandogli pieni poteri per debellare la minaccia rappresentata dall'invasione di Nominoë. Nel novembre dell'845, inizialmente intenzionato a partecipare ad una festività religiosa nei pressi di Tours, Carlo il Calvo decise di approfittare della diserzione inattesa di un contingente di Bretoni che accettarono di allearsi con lui contro Nominoë se fossero stati appoggiati dall'esercito franco.

## La battaglia
Intenzionato ad approfittare di questa occasione imprevista, Carlo il Calvo raccolse rapidamente un esercito di circa 3 000 uomini. L'esercito di Nominoë era probabilmente numericamente inferiore ed era composto in larga parte da cavalleria leggera.

La strategia del duca bretone fu di attirare Carlo il Calvo nel terreno paludoso nel territorio dove confluivano i fiumi Oust e Aff, tra le cittadine di Redon e Bains-sur-Oust, nei pressi dell'abbazia di Ballon, da dove poi prese il nome la battaglia. Questa scelta fu dettata dalla particolare abilità dell'esercito bretone di muoversi e combattere in territorio paludoso. I dettagli sulla battaglia sono tuttavia piuttosto sporadici, negli Annali di San Bertino si testimonia che:
"Carlo venne spavaldamente attaccato dai Galli Bretoni con forze molto limitate, incappando in un rovescio della fortuna".

## Conseguenze e significato
A seguito della sua sconfitta, circolarono voci sulla morte di Carlo il Calvo, che lo costrinsero ad una rapida riapparizione pubblica nel Maine. Dopo aver riorganizzato il proprio esercito, nell'846 fece ritorno in Britannia, dove stipulò un trattato di pace con Nominoë il cui contenuto preciso non è pervenuto ai nostri giorni. Nonostante il trattato di pace, tuttavia, le scorrerie dei Bretoni in territorio franco per tutto quell'anno, ma il valore del trattato rimase in vigore fino all'849.
Questa battaglia, relativamente minore, è stata spesso confusa con la più decisiva battaglia di Jengland, vinta dal figlio di Nominoë, Erispoe, contro Carlo il Calvo nell'851. Questo fraintendimento è stato in parte causato dagli errori contenuti nell'opera dello storico francese, padre della storiografia bretone, Arthur de La Borderie dal titolo Storia della Britannia e pubblicata nel 1894. Diverse opere storiografiche francesi fanno risalire a questa battaglia la nascita di una Britannia unificata e indipendente governata da un solo sovrano: Nominoë. La politica espansionistica di questo sovrano venne continuata da suo figlio Erispoe, che consolidò i confini del territorio bretone.

A partire dal XX secolo questa battaglia acquistò un forte valore simbolico attribuitogli dal nazionalismo bretone, nel 1952 essa fu oggetto di una cerimonia di commemorazione da parte del gruppo nazionalista Koun Breizh, che commissionò una statua in onore di Nominoë ad opera dello scultore Raffig Tullou che venne eretta nei pressi del luogo della battaglia a Bains-sur-Oust. Un altro gruppo nazionalista, Bretagne 845, fondato nel 1982 prese il nome proprio dalla data della battaglia, e successivamente si fuse con il precedente gruppo di Koun Breizh nel 1991.